# 怪人同盟
『怪人同盟』（かいじんどうめい）は、『冒険王』に連載された石森章太郎作の漫画作品。ここでは続編となる『怪人同盟 恐怖植物園』についても取り扱う。

## 概要
『冒険王』に1967年3月号から1967年8月号まで短期連載。何者かに超能力を与えられた3人の学生が「怪人同盟」を結成し、様々な事件を解決していく。その後、続編となる短編作品『怪人同盟 恐怖植物園』が『冒険王』に1979年8月号に掲載された。

## あらすじ
小政竜二、計七夫、大山五郎の三人の少年は、人の住まない洋館で1時間ほどの道草を食ったつもりが、帰宅してみると1週間の行方不明になっていたことを知る。しかも、3人は意識を失っていた1週間の間に、それぞれ不思議な力を身につけていた。3人は自分たちの力の謎を探っていくうちに、様々な事件に巻き込まれるが、与えられた超能力を活かして解決していく。五郎の妹が誘拐された事件を追う中で、団刑事は3人の能力を知り、以後協力しながら犯罪を追うことになる。3人を超能力者にしたのが何者なのかも目的も謎のままであるが、3人は能力を正しい目的に使うことを決め、団刑事と協力しながら様々な犯罪に挑んでいく。

## 登場人物
小政竜二
魚屋「魚政」の息子で、両親・姉との4人家族。何者かにより変身能力を与えられた学生。主人公格として3人の先頭に立つことが多い。
計七夫
大企業の社長を父に持ち、大邸宅に住む。何者かにより予知能力を与えられた学生。知的な言動が多く、チームの知恵袋的な立場にある。
大山五郎
大柄な体力派。幼い弟の育児にかまける母に代わり、妹の面倒を良く見ている。何者かにより怪力を与えられた学生。
団刑事
3人が特殊能力を与えられた事を知る刑事。3人の秘密は口外していない。
「だれか」
3人に特殊能力を与えた正体不明の存在。洋館の地下で3人に能力を与える措置を施した後、機器類を高熱で溶かして去った。劇中、全く姿は見せず、人間なのかどうかも含めて不明。3人は、この存在が3人を見守り人間を試していると推測し、与えられた能力を正しく使うことを決意している。
草加洋
『恐怖植物園』のみ登場。動植物と意思疎通できる能力を持った小学生。両親と姉がいる。植物園に勤務する父が巻き込まれた奇怪な事件を追ううちに竜二たちと出会う。事件解決後、怪人同盟のメンバーとして迎えられた。

## 関連作品
- サイボーグ009 - 本作と同じく、変身能力と予知能力と怪力を持つキャラクターが主要人物として登場。アニメ版第1作の1968年5月31日放送分「悪魔は夜歩く」は、本作を原作としたストーリーとなっている[1]。
- 獣人症候群 - 文庫本に同時収録された石森章太郎の短編作品。
- エスパーK - 秋田書店による単行本や文庫本に同時収録された石森章太郎の短編作品。
- 仮面ライダー×仮面ライダー ウィザード&フォーゼ MOVIE大戦アルティメイタム - 風田三郎（イナズマン）の率いる組織として「怪人同盟」の名称が登場。

## 注
1. ↑  アニメ版第1作はこの他、「悪魔は夜歩く」の前週（5月24日）に放送された「金色の眼の少女」も石森章太郎の『金色の目の少女』 を原作としたストーリーとなっている。